# Yucca mixtecana
Yucca mixtecana là một loài thực vật có hoa trong họ Măng tây. Loài này được García-Mend. miêu tả khoa học đầu tiên năm 1998.

## Hình ảnh

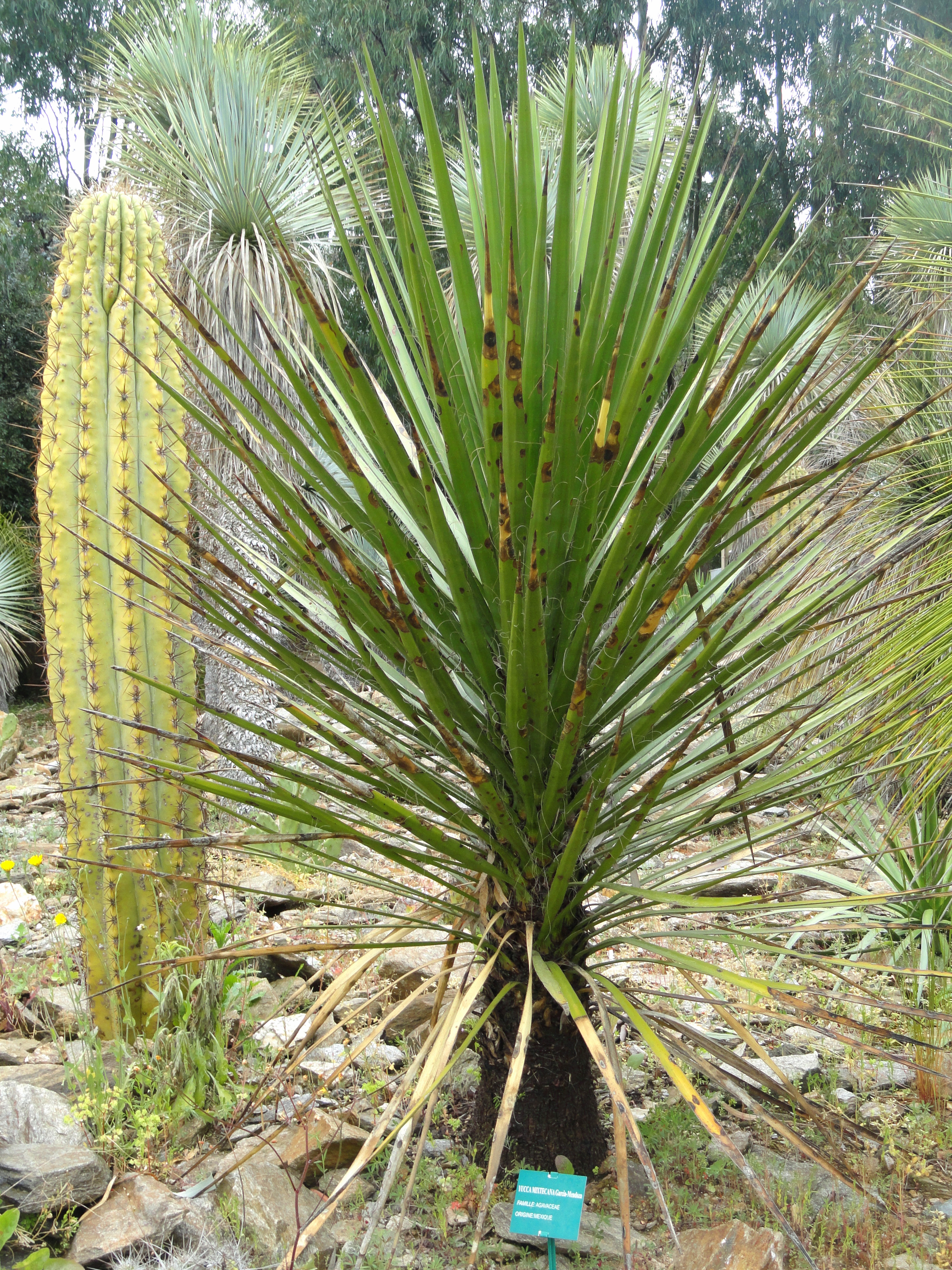
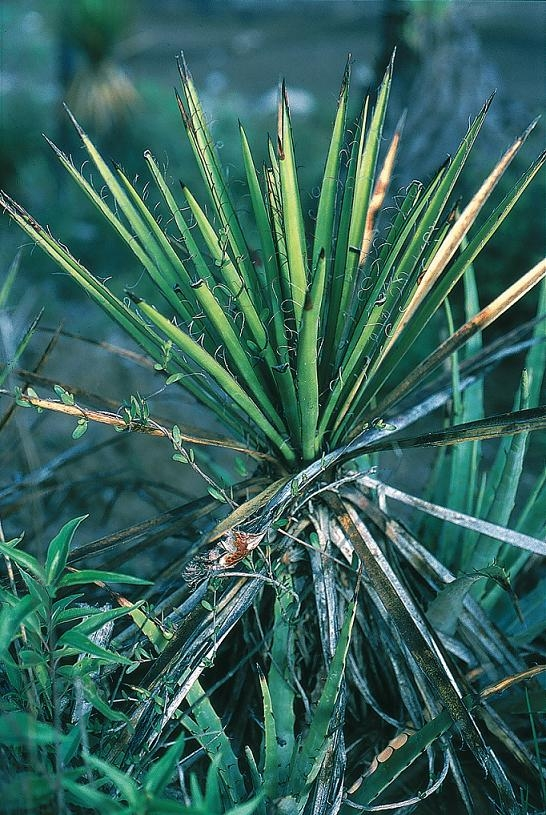
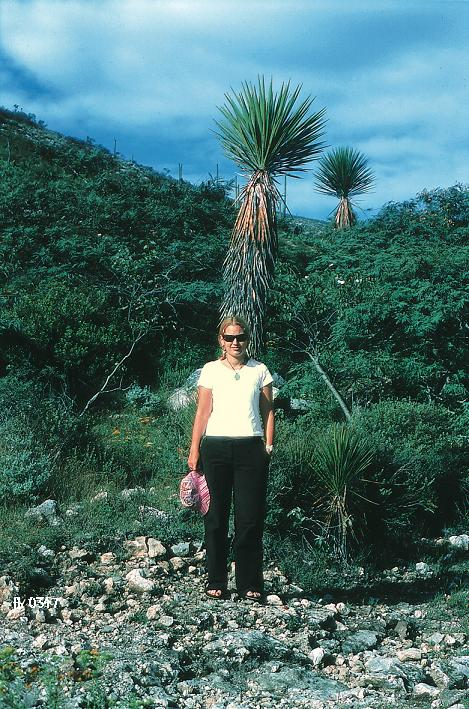
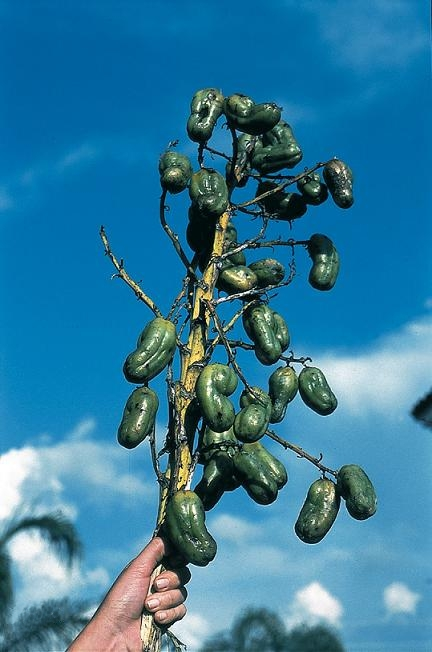